# Гамарня (Житомирская область)
Гамарня (укр. Гамарня) — село на Украине, основано в 1917 году, находится в Малинском районе Житомирской области.
Код КОАТУУ — 1823487402. Население по переписи 2001 года составляет 915 человек. Почтовый индекс — 11645. Телефонный код — 4133. Занимает площадь 0,39 км².

## Адрес местного совета
11600, Житомирская область, Малинский р-н, с. Слободка